# تقوی
تقوی (معنای تحت اللفظی آن که «پرهیزگاری») یک نام خانوادگی است. افراد شاخص با این نام از این قرارند:
- احمد تقوی، بازیکنان فوتبال اهل ایران
- حامد تقوی، کارشناس و فعال محیط زیست
- حمید تقوی، سیاست‌مدار ایرانی
- رضا تقوی، بازیکن سابق فوتبال اهل ایران
- سید رضا تقوی، روحانی شیعه اهل ایران
- سید کامل تقوی‌نژاد، بانکدار اهل ایران
- کامل تقوی‌نژاد، بانکدار اهل ایران
- مجتبی تقوی، بازیکن سابق و مربی فوتبال اهل ایران
- محمد تقوی، بازیکن سابق فوتبال اهل ایران
- محمدرضا تقوی‌فرد، روزنامه‌نگار اهل ایران
- مهدی تقوی، کشتی‌گیر آزادکار ایرانی
- میر احمد تقوی، عالم شیعه اهل ایران
- نصرالله تقوی، عالم شیعه اهل ایران